# Coupe Davis 1966
Pour un article plus général, voir Coupe Davis.
Navigation
Édition précédente Édition suivante
La Coupe Davis 1966 est la 55e édition de ce tournoi de tennis professionnel masculin par nations. Les rencontres se déroulent du 19 mars au 28 décembre dans différents lieux.
L'Australie (double tenante du titre) remporte son 21e saladier d'argent grâce à sa victoire lors du "Challenge Round" face à l'Inde par quatre victoires à une.

## Contexte
Le tournoi se déroule au préalable dans les tours préliminaires des zones continentales. Un total de 47 nations participent à la compétition :
- 6 dans la "Zone Amérique",
- 8 dans la "Zone Est" (incluant l'Asie et l'Océanie),
- 32 dans la "Zone Europe" (incluant l'Afrique),
- plus l'Australie ayant remporté l'édition précédente, ainsi qualifiée pour le "Challenge round".

## Résultats

### Tableau du top 16 mondial
|  | Huitièmes de finale Plusieurs dates                                                   | Huitièmes de finale Plusieurs dates                                   |                      |                                              | Quarts de finale Plusieurs dates                                    | Quarts de finale Plusieurs dates                                    |   |  | Demi-finales Plusieurs dates                           | Demi-finales Plusieurs dates                           |  |  | Finale du tout venant 4 - 6 décembre | Finale du tout venant 4 - 6 décembre |
|  | Huitièmes de finale Plusieurs dates                                                   | Huitièmes de finale Plusieurs dates                                   |                      |                                              | Quarts de finale Plusieurs dates                                    | Quarts de finale Plusieurs dates                                    |   |  | Demi-finales Plusieurs dates                           | Demi-finales Plusieurs dates                           |  |  | Finale du tout venant 4 - 6 décembre | Finale du tout venant 4 - 6 décembre |
|  |                                                                                       |                                                                       |                      |                                              |                                                                     |                                                                     |   |  |                                                        |                                                        |  |  |                                      |                                      |
|  | Demi-finale Europe A (10 - 12 juin) Paris, France (terre battue ext.)                 | Demi-finale Europe A (10 - 12 juin) Paris, France (terre battue ext.) |                      |                                              | Finale Europe A (15 - 17 juillet) Paris, France (terre battue ext.) | Finale Europe A (15 - 17 juillet) Paris, France (terre battue ext.) |   |  | Inter-zone (5 - 7 novembre) Porto Alegre, Brésil (???) | Inter-zone (5 - 7 novembre) Porto Alegre, Brésil (???) |  |  | Inter-zone Calcutta, Inde (???)      | Inter-zone Calcutta, Inde (???)      |
|  | Demi-finale Europe A (10 - 12 juin) Paris, France (terre battue ext.)                 | Demi-finale Europe A (10 - 12 juin) Paris, France (terre battue ext.) |                      |                                              | Finale Europe A (15 - 17 juillet) Paris, France (terre battue ext.) | Finale Europe A (15 - 17 juillet) Paris, France (terre battue ext.) |   |  | Inter-zone (5 - 7 novembre) Porto Alegre, Brésil (???) | Inter-zone (5 - 7 novembre) Porto Alegre, Brésil (???) |  |  | Inter-zone Calcutta, Inde (???)      | Inter-zone Calcutta, Inde (???)      |
|  | Brésil                                                                                | 4                                                                     |                      |                                              | Finale Europe A (15 - 17 juillet) Paris, France (terre battue ext.) | Finale Europe A (15 - 17 juillet) Paris, France (terre battue ext.) |   |  | Inter-zone (5 - 7 novembre) Porto Alegre, Brésil (???) | Inter-zone (5 - 7 novembre) Porto Alegre, Brésil (???) |  |  | Inter-zone Calcutta, Inde (???)      | Inter-zone Calcutta, Inde (???)      |
|  | Brésil                                                                                | 4                                                                     |                      |                                              | Finale Europe A (15 - 17 juillet) Paris, France (terre battue ext.) | Finale Europe A (15 - 17 juillet) Paris, France (terre battue ext.) |   |  | Inter-zone (5 - 7 novembre) Porto Alegre, Brésil (???) | Inter-zone (5 - 7 novembre) Porto Alegre, Brésil (???) |  |  | Inter-zone Calcutta, Inde (???)      | Inter-zone Calcutta, Inde (???)      |
|  | Pologne                                                                               | 1                                                                     |                      |                                              | Finale Europe A (15 - 17 juillet) Paris, France (terre battue ext.) | Finale Europe A (15 - 17 juillet) Paris, France (terre battue ext.) |   |  | Inter-zone (5 - 7 novembre) Porto Alegre, Brésil (???) | Inter-zone (5 - 7 novembre) Porto Alegre, Brésil (???) |  |  | Inter-zone Calcutta, Inde (???)      | Inter-zone Calcutta, Inde (???)      |
|  | Pologne                                                                               | 1                                                                     | Brésil               | 4                                            |                                                                     |                                                                     |   |  | Inter-zone (5 - 7 novembre) Porto Alegre, Brésil (???) | Inter-zone (5 - 7 novembre) Porto Alegre, Brésil (???) |  |  | Inter-zone Calcutta, Inde (???)      | Inter-zone Calcutta, Inde (???)      |
|  | Demi-finale Europe A (10 - 12 juin) Varsovie, Pologne (???)                           |                                                                       | Brésil               | 4                                            |                                                                     |                                                                     |   |  | Inter-zone (5 - 7 novembre) Porto Alegre, Brésil (???) | Inter-zone (5 - 7 novembre) Porto Alegre, Brésil (???) |  |  | Inter-zone Calcutta, Inde (???)      | Inter-zone Calcutta, Inde (???)      |
|  |                                                                                       | France                                                                | 1                    |                                              |                                                                     |                                                                     |   |  | Inter-zone (5 - 7 novembre) Porto Alegre, Brésil (???) | Inter-zone (5 - 7 novembre) Porto Alegre, Brésil (???) |  |  | Inter-zone Calcutta, Inde (???)      | Inter-zone Calcutta, Inde (???)      |
|  | Tchécoslovaquie                                                                       | France                                                                | 1                    | 1                                            |                                                                     |                                                                     |   |  | Inter-zone (5 - 7 novembre) Porto Alegre, Brésil (???) | Inter-zone (5 - 7 novembre) Porto Alegre, Brésil (???) |  |  | Inter-zone Calcutta, Inde (???)      | Inter-zone Calcutta, Inde (???)      |
|  | Tchécoslovaquie                                                                       | Finale Amériques (13 - 15 août) Cleveland, OH, États-Unis (dur ext.)  |                      | 1                                            |                                                                     |                                                                     |   |  | Inter-zone (5 - 7 novembre) Porto Alegre, Brésil (???) | Inter-zone (5 - 7 novembre) Porto Alegre, Brésil (???) |  |  | Inter-zone Calcutta, Inde (???)      | Inter-zone Calcutta, Inde (???)      |
|  | France                                                                                | 4                                                                     |                      |                                              |                                                                     |                                                                     |   |  | Inter-zone (5 - 7 novembre) Porto Alegre, Brésil (???) | Inter-zone (5 - 7 novembre) Porto Alegre, Brésil (???) |  |  | Inter-zone Calcutta, Inde (???)      | Inter-zone Calcutta, Inde (???)      |
|  | France                                                                                | 4                                                                     | Brésil               | 3                                            |                                                                     |                                                                     |   |  |                                                        |                                                        |  |  | Inter-zone Calcutta, Inde (???)      | Inter-zone Calcutta, Inde (???)      |
|  | Demi-finale Amériques (28 - 30 mai) Mexico, Mexique (terre battue ext.)               |                                                                       | Brésil               | 3                                            |                                                                     |                                                                     |   |  |                                                        |                                                        |  |  | Inter-zone Calcutta, Inde (???)      | Inter-zone Calcutta, Inde (???)      |
|  |                                                                                       | États-Unis                                                            | 2                    |                                              |                                                                     |                                                                     |   |  |                                                        |                                                        |  |  | Inter-zone Calcutta, Inde (???)      | Inter-zone Calcutta, Inde (???)      |
|  | Mexique                                                                               | États-Unis                                                            | 2                    | 4                                            |                                                                     |                                                                     |   |  |                                                        |                                                        |  |  | Inter-zone Calcutta, Inde (???)      | Inter-zone Calcutta, Inde (???)      |
|  | Mexique                                                                               | Inter-zone (12 - 14 novembre) Calcutta, Inde (???)                    |                      | 4                                            |                                                                     |                                                                     |   |  |                                                        |                                                        |  |  | Inter-zone Calcutta, Inde (???)      | Inter-zone Calcutta, Inde (???)      |
|  | Argentine                                                                             | 1                                                                     |                      |                                              |                                                                     |                                                                     |   |  |                                                        |                                                        |  |  | Inter-zone Calcutta, Inde (???)      | Inter-zone Calcutta, Inde (???)      |
|  | Argentine                                                                             | 1                                                                     | Mexique              | 0                                            |                                                                     |                                                                     |   |  |                                                        |                                                        |  |  | Inter-zone Calcutta, Inde (???)      | Inter-zone Calcutta, Inde (???)      |
|  | Demi-finale Amériques (19 - 21 mai) Kingston, Jamaïque (???)                          |                                                                       | Mexique              | 0                                            |                                                                     |                                                                     |   |  |                                                        |                                                        |  |  | Inter-zone Calcutta, Inde (???)      | Inter-zone Calcutta, Inde (???)      |
|  |                                                                                       | États-Unis                                                            | 5                    |                                              |                                                                     |                                                                     |   |  |                                                        |                                                        |  |  | Inter-zone Calcutta, Inde (???)      | Inter-zone Calcutta, Inde (???)      |
|  | Indes occidentales                                                                    | États-Unis                                                            | 5                    | 1                                            |                                                                     |                                                                     |   |  |                                                        |                                                        |  |  | Inter-zone Calcutta, Inde (???)      | Inter-zone Calcutta, Inde (???)      |
|  | Indes occidentales                                                                    | Finale Europe B (15 - 18 juillet) Munich, Allemagne de l'Ouest (???)  |                      | 1                                            |                                                                     |                                                                     |   |  |                                                        |                                                        |  |  | Inter-zone Calcutta, Inde (???)      | Inter-zone Calcutta, Inde (???)      |
|  | États-Unis                                                                            | 4                                                                     |                      |                                              |                                                                     |                                                                     |   |  |                                                        |                                                        |  |  | Inter-zone Calcutta, Inde (???)      | Inter-zone Calcutta, Inde (???)      |
|  | États-Unis                                                                            | 4                                                                     | Brésil               | 2                                            |                                                                     |                                                                     |   |  |                                                        |                                                        |  |  |                                      |                                      |
|  | Demi-finale Europe B (10 - 12 juin) Hanovre, Allemagne de l'Ouest (terre battue ext.) |                                                                       | Brésil               | 2                                            |                                                                     |                                                                     |   |  |                                                        |                                                        |  |  |                                      |                                      |
|  |                                                                                       | Inde                                                                  | 3                    |                                              |                                                                     |                                                                     |   |  |                                                        |                                                        |  |  |                                      |                                      |
|  | Allemagne de l'Ouest                                                                  | Inde                                                                  | 3                    | 3                                            |                                                                     |                                                                     |   |  |                                                        |                                                        |  |  |                                      |                                      |
|  | Allemagne de l'Ouest                                                                  |                                                                       |                      | 3                                            |                                                                     |                                                                     |   |  |                                                        |                                                        |  |  |                                      |                                      |
|  | Grande-Bretagne                                                                       | 2                                                                     |                      |                                              |                                                                     |                                                                     |   |  |                                                        |                                                        |  |  |                                      |                                      |
|  | Grande-Bretagne                                                                       | 2                                                                     | Allemagne de l'Ouest | 3                                            |                                                                     |                                                                     |   |  |                                                        |                                                        |  |  |                                      |                                      |
|  | Demi-finale Europe B (10 - 12 juin) Rome, Italie (terre battue ext.)                  |                                                                       | Allemagne de l'Ouest | 3                                            |                                                                     |                                                                     |   |  |                                                        |                                                        |  |  |                                      |                                      |
|  |                                                                                       | Afrique du Sud                                                        | 2                    |                                              |                                                                     |                                                                     |   |  |                                                        |                                                        |  |  |                                      |                                      |
|  | Italie                                                                                | Afrique du Sud                                                        | 2                    | 2                                            |                                                                     |                                                                     |   |  |                                                        |                                                        |  |  |                                      |                                      |
|  | Italie                                                                                | Finale Est (30 septembre - 3 octobre) Tokyo, Japon (???)              |                      | 2                                            |                                                                     |                                                                     |   |  |                                                        |                                                        |  |  |                                      |                                      |
|  | Afrique du Sud                                                                        | 3                                                                     |                      |                                              |                                                                     |                                                                     |   |  |                                                        |                                                        |  |  |                                      |                                      |
|  | Afrique du Sud                                                                        | 3                                                                     | Allemagne de l'Ouest | 2                                            |                                                                     |                                                                     |   |  |                                                        |                                                        |  |  |                                      |                                      |
|  | Finale Est A (30 avril - 2 mai) Manille, Philippines (???)                            |                                                                       | Allemagne de l'Ouest | 2                                            |                                                                     |                                                                     |   |  |                                                        |                                                        |  |  |                                      |                                      |
|  |                                                                                       | Inde                                                                  | 3                    |                                              |                                                                     |                                                                     |   |  |                                                        |                                                        |  |  |                                      |                                      |
|  | Japon                                                                                 | Inde                                                                  | 3                    | 3                                            |                                                                     |                                                                     |   |  |                                                        |                                                        |  |  |                                      |                                      |
|  | Japon                                                                                 |                                                                       |                      | 3                                            |                                                                     |                                                                     |   |  |                                                        |                                                        |  |  |                                      |                                      |
|  | Philippines                                                                           | 2                                                                     |                      | Challenge round 26 - 28 décembre             | Challenge round 26 - 28 décembre                                    |                                                                     |   |  |                                                        |                                                        |  |  |                                      |                                      |
|  | Philippines                                                                           | 2                                                                     | Japon                | Challenge round 26 - 28 décembre             | Challenge round 26 - 28 décembre                                    | 1                                                                   |   |  |                                                        |                                                        |  |  |                                      |                                      |
|  | Finale Est B (7 - 9 mai) Madras, Inde (???)                                           | Finale Est B (7 - 9 mai) Madras, Inde (???)                           | Japon                | Inter-zone Melbourne, Australie (gazon ext.) | Inter-zone Melbourne, Australie (gazon ext.)                        | 1                                                                   |   |  |                                                        |                                                        |  |  |                                      |                                      |
|  | Finale Est B (7 - 9 mai) Madras, Inde (???)                                           | Finale Est B (7 - 9 mai) Madras, Inde (???)                           |                      | Inter-zone Melbourne, Australie (gazon ext.) | Inter-zone Melbourne, Australie (gazon ext.)                        | Inde                                                                | 4 |  |                                                        |                                                        |  |  |                                      |                                      |
|  | Sri Lanka                                                                             | 0                                                                     | Australie            | 4                                            |                                                                     | Inde                                                                | 4 |  |                                                        |                                                        |  |  |                                      |                                      |
|  | Sri Lanka                                                                             | 0                                                                     | Australie            | 4                                            |                                                                     |                                                                     |   |  |                                                        |                                                        |  |  |                                      |                                      |
|  | Inde                                                                                  | 5                                                                     |                      | Inde                                         | 1                                                                   |                                                                     |   |  |                                                        |                                                        |  |  |                                      |                                      |
|  | Inde                                                                                  | 5                                                                     |                      | Inde                                         | 1                                                                   |                                                                     |   |  |                                                        |                                                        |  |  |                                      |                                      |

### Matchs détaillés

#### Huitièmes de finale
Les "huitièmes de finale mondiaux" correspondent aux demi-finales des zones continentales.

#### Quarts de finale
Les "quarts de finale mondiaux" correspondent aux finales des zones continentales.

#### Finale du tout venant
| | Inde | 3                         | - | 2 | Brésil |   |   |
| --- | ---- | ------------------------- | - | - | ------ | - | - |
| Calcutta, Inde |      |                           |   |   |        |   |   |
| du 4 au 6 décembre 1966 sur ??? |      |                           |   |   |        |   |   |
| \| 1 \| \| Jaidip Mukerjea \| 2 \| 2 \| 3 \| \| \| \| 1 \| \| Thomaz Koch \| 6 \| 6 \| 6 \| \| \| \| 2 \| \| Ramanathan Krishnan \| 5 \| 6 \| 6 \| 6 \| \| \| 2 \| \| José Edison Mandarino \| 7 \| 2 \| 2 \| 3 \| \| \| 3 \| \| R. Krishnan - J. Mukerjea \| 7 \| 2 \| 6 \| 3 \| 6 \| \| 3 \| \| T. Koch - J. E. Mandarino \| 5 \| 6 \| 3 \| 6 \| 3 \| \| \| \| \| \| \| \| \| \| \| 4 \| \| Jaidip Mukerjea \| 7 \| 6 \| 4 \| 6 \| 5 \| \| 4 \| \| José Edison Mandarino \| 9 \| 3 \| 6 \| 3 \| 7 \| \| \| \| \| \| \| \| \| \| \| 5 \| \| Ramanathan Krishnan \| 3 \| 6 \| 10 \| 7 \| 6 \| \| 5 \| \| Thomaz Koch \| 6 \| 4 \| 12 \| 5 \| 2 \| \| \| \| \| \| \| \| \| \| |      |                           |   |   |        |   |   |
| 1 |      | Jaidip Mukerjea           | 2 | 2 | 3      |   |   |
| 1 |      | Thomaz Koch               | 6 | 6 | 6      |   |   |
| 2 |      | Ramanathan Krishnan       | 5 | 6 | 6      | 6 |   |
| 2 |      | José Edison Mandarino     | 7 | 2 | 2      | 3 |   |
| 3 |      | R. Krishnan - J. Mukerjea | 7 | 2 | 6      | 3 | 6 |
| 3 |      | T. Koch - J. E. Mandarino | 5 | 6 | 3      | 6 | 3 |
| |      |                           |   |   |        |   |   |
| 4 |      | Jaidip Mukerjea           | 7 | 6 | 4      | 6 | 5 |
| 4 |      | José Edison Mandarino     | 9 | 3 | 6      | 3 | 7 |
| |      |                           |   |   |        |   |   |
| 5 |      | Ramanathan Krishnan       | 3 | 6 | 10     | 7 | 6 |
| 5 |      | Thomaz Koch               | 6 | 4 | 12     | 5 | 2 |
| |      |                           |   |   |        |   |   |

#### Challenge round
La finale de la Coupe Davis 1966 se joue entre l'Australie et l'Inde.
| | Australie | 4                          | - | 1 | Inde |   |   |
| --- | --------- | -------------------------- | - | - | ---- | - | - |
| Stade Kooyong, Melbourne, Australie |           |                            |   |   |      |   |   |
| du 26 au 28 décembre 1966 sur gazon (ext.) |           |                            |   |   |      |   |   |
| \| 1 \| \| Fred Stolle \| 6 \| 6 \| 6 \| \| \| \| 1 \| \| Ramanathan Krishnan \| 3 \| 2 \| 4 \| \| \| \| 2 \| \| Roy Emerson \| 7 \| 6 \| 6 \| \| \| \| 2 \| \| Jaidip Mukerjea \| 5 \| 4 \| 2 \| \| \| \| 3 \| \| John Newcombe - Tony Roche \| 6 \| 5 \| 4 \| 4 \| \| \| 3 \| \| R. Krishnan - J. Mukerjea \| 4 \| 7 \| 6 \| 6 \| \| \| \| \| \| \| \| \| \| \| \| 4 \| \| Roy Emerson \| 6 \| 6 \| 10 \| \| \| \| 4 \| \| Ramanathan Krishnan \| 0 \| 2 \| 8 \| \| \| \| \| \| \| \| \| \| \| \| \| 5 \| \| Fred Stolle \| 7 \| 6 \| 6 \| 5 \| 6 \| \| 5 \| \| Jaidip Mukerjea \| 5 \| 8 \| 3 \| 7 \| 3 \| \| \| \| \| \| \| \| \| \| |           |                            |   |   |      |   |   |
| 1 |           | Fred Stolle                | 6 | 6 | 6    |   |   |
| 1 |           | Ramanathan Krishnan        | 3 | 2 | 4    |   |   |
| 2 |           | Roy Emerson                | 7 | 6 | 6    |   |   |
| 2 |           | Jaidip Mukerjea            | 5 | 4 | 2    |   |   |
| 3 |           | John Newcombe - Tony Roche | 6 | 5 | 4    | 4 |   |
| 3 |           | R. Krishnan - J. Mukerjea  | 4 | 7 | 6    | 6 |   |
| |           |                            |   |   |      |   |   |
| 4 |           | Roy Emerson                | 6 | 6 | 10   |   |   |
| 4 |           | Ramanathan Krishnan        | 0 | 2 | 8    |   |   |
| |           |                            |   |   |      |   |   |
| 5 |           | Fred Stolle                | 7 | 6 | 6    | 5 | 6 |
| 5 |           | Jaidip Mukerjea            | 5 | 8 | 3    | 7 | 3 |
| |           |                            |   |   |      |   |   |